# لاعب مدرب

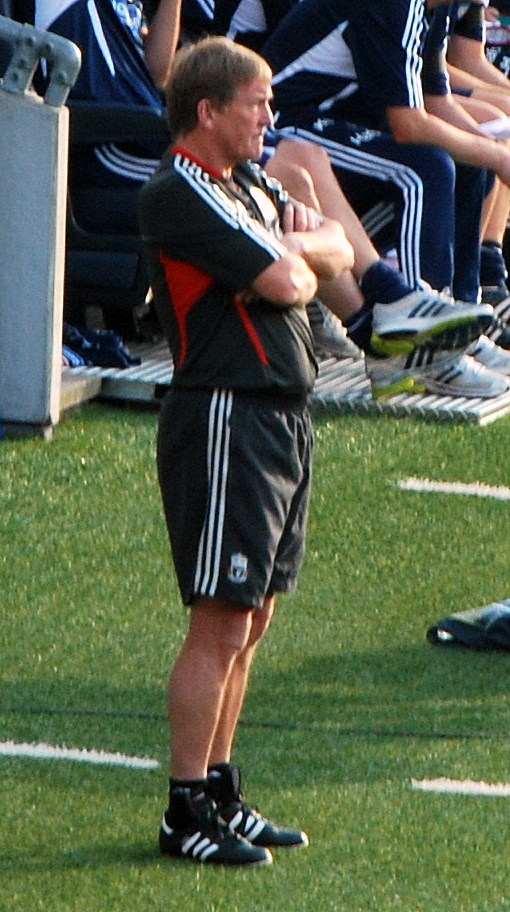
بعد كارثة استاد هيسل في عام 1985 واستقالة جو فاجان لاحقًا كمدرب، عمل كيني دالغليش كلاعب ومدرب لليفربول من 1985 إلى 1990.

اللاعب المدرب هو لاعب في فريق رياضي يتولى في نفس الوقت واجبات اللعب والتدريب. قد يكون اللاعب-المدرب مدربًا رئيسيًا أو مساعدًا للمدرب. يمكنهم إجراء تغييرات على الفريق واللعب أيضًا في الفريق في نفس الوقت.
عدد قليل جدًا من الفرق الرياضية المحترفة الرئيسية الحالية لديها مدربون رئيسيون وفي نفس الوقت لاعبون، على الرغم من أنه من الشائع أن يلعب اللاعبون الكبار دورًا في إدارة المزيد من الرياضيين المبتدئين. تاريخيًا، عندما كان لدى الرياضات المحترفة ذات أموال أقال لدفع رواتب اللاعبين والمدربين، كان المدربون اللاعبون أكثر شيوعًا. وبالمثل، في حالة وجود مدربين للاعبين اليوم، فإنهم أكثر شيوعًا في المستويات الأدنى، ولكن ليس حصريًا، حيث يكون المال أقل.
في كرة القدم، ينشأ هذا الموقف عادة عندما يترك المدرب الفريق فجأة، ويتعين على الرئيس اتخاذ قرار سريع بتعيين شخص جديد كمدرب مؤقت. عادة ما يطلب الرئيس إما من المدرب تولي مسؤولية مؤقتة أو اللجوء إلى أحد أفضل لاعبي النادي. إذا حقق هذا اللاعب المعين نتائج جيدة للفريق خلال فترة تدريبه، فقد يتم تعيينه مدربًا بدوام كامل، مما يتركه لاعبًا - مدربًا.
من بين اللاعبين المدربين في كرة القدم البارزين كيني دالغليش (ليفربول) وغرايم سونيس (رينجرز) وجلين هودل (سويندون تاون وتشيلسي) وبريان روبسون (ميدلسبره) وبيتر ريد (مانشستر سيتي) ورود جوليت (تشيلسي) وواين روني (ديربي كاونتي) وجيانلوكا فيالي (تشيلسي).